# Марк Ліциній Лукулл
Марк Ліциній Лукулл (*Marcus Licinius Lucullus, 64 до н. е. —42 до н. е.) — політичний діяч Римської республіки.

## Життєпис
Походив з впливового роду Ліциніїв. Син Луція Ліцинія Лукулла, консула 74 року до н. е, та Сервілії.
У 56 році до н. е. втратив батька, після чого перебував під опікою свого двоюрідного діда Марка Катона. У дитячому віці, згідно з обітницею батька і постанови сенату, присвятив статую Геркулеса поблизу ростр.
Після початку громадянської війни у 49 році до н. е. разом з матір'ю супроводжував Марка Катона на Сицилію, потім до Азії. Вирушаючи до війська Гнея Помпея, Катон залишив їх на Родосі.
Після вбивства Гая Цезаря у 44 році до н. е. Марк Лукулл прилучився до його вбивць — Брута і Кассія. Брав участь у битві при Філіпах у 42 році до н. е., де потрапив у полон і був страчений за наказом Марка Антонія.